# Tenzing Jigme
Tenzing Jigme, (tibétain : བསྟན་འཛིན་འཇིགས་མེད, Wylie : bstan 'dzin 'jigs med) né le 23 juillet 1981 à Katmandou au Népal est un homme politique tibétain. 

## Biographie
Tenzing Jigme dont le père est Tashi Dhondup et la mère Phurbu Dolma est né au Népal. 
Il a étudié au Collège Saint-Joseph à Darjeeling.
En 1999, il a déménagé aux États-Unis et a obtenu un baccalauréat du Colorado College. 
Il est récipiendaire d'une bourse d'études supérieures du dalaï-lama (2020-2021) et est en maîtrise à l'université du Minnesota.
Lorsqu'il était au Colorado College, il a fondé une branche d'Étudiants pour un Tibet libre et a également été le directeur des Amis du Colorado du Tibet. En 2006, il est élu président de l'Association tibétaine du Colorado. En 2009, il a déménagé au Minnesota et a été élu vice-président puis président du Congrès régional de la jeunesse tibétaine pour deux ans consécutivement. En 2013, il déménage à Dharamsala après qu'il fut élu président du Congrès de la jeunesse tibétaine. Il a été réélu président en 2016 pour un mandat de trois ans. 
Tenzing Jigme est aussi un musicien de rock qui a passé 15 ans aux États-Unis. Il est chanteur et guitariste du Melong Band, le seul groupe de rock tibétain aux États-Unis à être en tournée et à enregistrer. Pankaj Mishra qui l'a rencontré à Dharamsala en 2015 indique que Tenzing Jigme attribue au dalaï-lama « le virage démocratique dans la communauté » et l'avènement des dirigeants élus. Pour Tenzing Jigme, le dalaï-lama « continue de nous préparer pour l’avenir », mais il ne fait aucun doute que les Tibétains risquent d'être confrontés à une impasse politique. La possibilité que beaucoup tombent dans la violence après sa mort s'accroît.
En avril 2021, Tenzing Jigme est élu député du Parlement tibétain en exil, où il est un des deux représentants d'Amérique du Nord de la diaspora tibétaine.